# جاوا موتور
جاوا موتور (انگلیسی: Jawa Moto) شرکت خودروسازی در جمهوری چک است، که در سال ۱۹۲۹ تأسیس شد.